# جان اورتیز
جان اورتیز (انگلیسی: John Ortiz؛ زادهٔ ۲۳ مهٔ ۱۹۶۸) یک بازیگر سینما، و هنرپیشه اهل ایالات متحده آمریکا است. وی از سال ۱۹۹۲ میلادی تاکنون مشغول فعالیت بوده‌است.

## بخشی از فیلمشناسی
از فیلم‌ها یا برنامه‌های تلویزیونی که وی در آن نقش داشته‌است می‌توان به آثار زیر اشاره کرد.
- راه کارلیتو (۱۹۹۳)
- خون‌بها (فیلم ۱۹۹۶) (۱۹۹۶)
- گروهبان بیلکو (۱۹۹۶)
- آمیستاد (۱۹۹۷)
- پیش از آغاز شب (۲۰۰۰)
- ۳ ای.ام. (فیلم ۲۰۰۱) (۲۰۰۱)
- ال کانتانته (۲۰۰۶)
- میامی وایس (۲۰۰۶)
- گانگستر آمریکایی (۲۰۰۷)
- بیگانه علیه غارتگر ۲ (۲۰۰۷)
- غرور و افتخار (فیلم) (۲۰۰۸)
- سریع و خشمگین ۴ (۲۰۰۹)
- دشمنان ملت (فیلم ۲۰۰۹) (۲۰۰۹)
- جک به قایق‌رانی می‌رود (۲۰۱۰)
- دفترچه امیدبخش (۲۰۱۲)
- سریع و خشمگین ۶ (۲۰۱۳)
- سزار چاوز (فیلم) (۲۰۱۴)
- کندو (فیلم آمریکایی) (۲۰۱۴)
- بلک‌هت (۲۰۱۵)
- استیو جابز (فیلم) (۲۰۱۵)
- بهترین ساعات (۲۰۱۶)
- هدف یک سگ (۲۰۱۷)
- کونگ: جزیره جمجمه (۲۰۱۷)
- مد روز (فیلم ۲۰۱۷) (۲۰۱۷)
- بامبلبی (فیلم) (۲۰۱۸)
- نعناع تند (۲۰۱۸)
- دختر اسبی (۲۰۲۰)
- پولمن (۲۰۲۳)